# 最高人民法院刑事审判第四庭
最高人民法院刑事审判第四庭，位于北京市东城区北花市大街9号，是中华人民共和国最高人民法院内设机构。

## 沿革
1979年7月1日，《中华人民共和国刑法》和《中华人民共和国刑事诉讼法》在第五届全国人民代表大会第二次会议上通过，并于1980年1月1日起正式施行。《中华人民共和国刑事诉讼法》第199条规定：死刑由最高人民法院核准。但由于控江路事件等重大恶性刑事案件不断发生，1980年2月12日，第五届全国人民代表大会常务委员会第十三次会议批准：在1980年内，对现行的杀人、强奸、抢劫、放火等犯有严重罪行应当判处死刑的案件，最高人民法院可以授权省、自治区、直辖市高级人民法院核准。1981年6月10日，第五届全国人民代表大会常务委员会通过《关于死刑案件核准问题的决定》，延长了下放死刑复核权的期限：“在1981年至1983年内，对犯有杀人、抢劫、强奸、爆炸、放火、投毒、决水和破坏交通、电力等设备的罪行，由省、自治区、直辖市高级人民法院终审判决死刑的，或者中级人民法院一审判决死刑，被告人不上诉，经高级人民法院核准的，以及高级人民法院一审判决死刑，被告人不上诉的，都不必报最高人民法院核准。”此外，1981年和1982年全国人民代表大会常务委员会先后通过了《关于处理逃跑或者重新犯罪的劳改犯和劳教人员的决定》和《关于严惩严重破坏经济的罪犯的决定》，从而扩展了《中华人民共和国刑法》规定的死刑罪名。在1982年全国人民代表大会常务委员会通过《关于严惩严重破坏经济的罪犯的决定》之前的两个月，中共中央政治局曾专门开会研究对策，邓小平在会上发表长篇讲话。1983年，中央决定开展“严打”。1983年9月2日，全国人民代表大会常务委员会通过了《关于迅速审判严重危害社会治安的犯罪分子的程序的决定》和《关于修改〈中华人民共和国人民法院组织法〉的决定》，从而使部分死刑复核权被无限期下放给地方。后来，最高人民法院又陆续下放部分死刑复核权给部分地方。
2002年中共十六大报告明确提出了“司法体制改革”。2003年5月8日，中央司法体制改革领导小组成立。随后到2004年初，“两高”“两部”（最高人民法院、最高人民检察院、公安部、司法部）都向中央递交了各自的体制改革报告。中央在经过一段时期之后做出批复，排在首位的改革便是死刑复核权的回收。在获得中央明确肯定后，死刑复核回收被写进最高人民法院《人民法院第二个五年改革纲要（2004～2008）》。高铭暄向最高人民法院院长肖扬建议，最高人民法院可增设刑事审判庭以开展死刑复核工作。在上述最高人民法院给中央的报告中，最高人民法院申请增加3个刑事审判庭，加上原有的两个，总共5个刑事审判庭负责死刑复核。其中一个庭继续负责经济犯罪死刑的复核，其他4个刑庭分管其他死刑案件的复核。
2005年3月10日，最高人民法院院长肖扬宣布最高人民法院将收回死刑复核权。随后，最高人民法院研究室有关负责人草拟实施意见，2005年下半年报请中央司法体制改革领导小组批复。
2005年6月13日，最高人民法院增设刑事审判第三庭、刑事审判第四庭和刑事审判第五庭，并调整了各刑事审判庭的分工。
2006年10月31日，全国人民代表大会常务委员会修改了《中华人民共和国人民法院组织法》，废止了下放死刑复核权的法律依据。2006年12月28日，《最高人民法院关于统一行使死刑案件核准权有关问题的决定》公布，决定从2007年1月1日起，过去根据《中华人民共和国人民法院组织法》原第13条规定发布的关于授权高级人民法院和中国人民解放军军事法院核准部分死刑案件的通知一律废止。死刑复核权彻底收归最高人民法院。

## 职能
目前刑事审判第四庭“主要负责所辖地区普通刑事案件的复核及有关审判指导工作。”
刑事审判第四庭负责的地区是：黑龙江省、吉林省、河北省、广东省、广西壮族自治区、海南省；负责的专项是：重大责任事故犯罪。

## 历任庭长、副庭长
| 庭长 1. 杨万明（2005年7月1日—2014年8月31日） 2. 周峰（2014年8月31日—2019年1月30日） 3. 滕伟（2019年6月29日—） | 副庭长 - 耿景仪（2005年7月1日—2012年6月30日） - 沈亮（2005年8月28日—2016年2月26日） - 党建军（2007年12月29日—2017年12月27日） - 万永海（2012年6月30日—） - 陈鸿翔（2014年2月27日—） - 曾广东（2016年9月3日—2019年2月27日） - 李健（2017年12月27日—2020年6月20日） - 田宏杰（2019年8月26日—2022年2月28日） - 叶邵生（2019年12月28日—） - 王军强（2021年8月20日—） - 郝银钟（2022年6月24日—） |